# Brathanki
Brathanki (escrito BRAThANKI) es un grupo polaco de música folk-rock, bastante popular en Polonia. Combina elementos de folk polaco, húngaro y checo con música rock.

## Álbumes
- "Ano!" (2000)
- "Patataj" (2001)
- "Galoop" (2003)

## Miembros
- Janusz Mus (acordeón) (fundador del grupo en 1998)
- Adam Prucnal (violín)
- Jacek Królik (guitarra)
- Grzegorz Piętak (bajo)
- Piotr Królik (percusión)
- Stefan Błaszczyński (flauta)
- Halinka Młynek (Młynkowa) (voz) (1998-2003)
- Ania Mikos (voz) (reemplazo temporal de Halinka)
- Magdalena Rzemek (voz) (reemplazo temporal de Halinka)
- Ola Chodak (voz) (reemplazo de Ania Mikos y Magdalena Rzemek)